# رابارب (فیلم ۱۹۶۹)
«رابارب» (انگلیسی: Rhubarb (1969 film)) یک فیلم به کارگردانی اریک سایکس است که در سال ۱۹۶۹ منتشر شد.